# 1,1,1,3,3,3-hexafluoropropan-2-ol
L'1,1,1,3,3,3-hexafluoropropan-2-ol o hexafluoroisopropanol, comunament abreviat com HFIP, és un compost orgànic amb fórmula (CF₃)₂CHOH. És un alcohol fluorat amb caràcter àcid (pKa= 9) soluble en aigua, metanol, alcohol isopropílic i hexà, però no en acetonitril. S'emplea com a dissolvent i com intermediari sintètic.

## Producció
El Hexafluorur-2-propanol se sintetitza a partir del hexafluoropropilè que s'oxida per donar la hexafluoroacetona. Llavors, aquesta és reduïda mitjançant hidrogenació catalítica per a obtenir el Hexafluor-2-propanol:

(CF₃)₂CO + H₂ → (CF₃)₂CHOH

## Usos
El Hexafluorur-2-propanol s'empra com a dissolvent,cosolvent i additiu de catàlisis homogènies. Es fa servir en la dissolució de pèptids com les β-amiloides per al seu estudi i anàlisi. També és un producte utilitzat en la derivatització de mostres per a l'anàlisi de metabòlits de la marihuana en la sang, així com a agent de fluoració de derivats de la cel·lulosa. Tal com s'ha esmentat, té un ús estès com a dissolvent de proteïnes tals com les fibroïnes, que degut al seu empaquetament per forts ponts d'hidrogen en estructures tipus làminas-β, són difícilment solubles en dissolvents orgànics comuns. Aquest és el cas de les fibroïnes com les de la teranyinad'una aranya, la solubilització de la qual és un requisit per a la formació de fibres a escala de laboratori.

## Seguretat
El Hexafluorur-2-propanol és un líquid volàtil y corrosiu. La seva inhalació pot provocar cremades greus i problemes respiratoris així com deficiencies cròniques. El conacte amb els ulls pot causar la pèrdua irreversible de la visió. Per a manipular-lo és necessari dur guants de mitja màniga de PVC, mascara de gas. protecció facial, bata i procurar tenir a prop una dutxa d'emergència. A més d'aquestes indicacions cal seguir i estudiar sempre les indicacions del proveidor.

## Recursos
- 1,1,1,3,3,3-Hexafluoro-2-propanol. Hoja de seguridad de Sigma-Aldrich

- 1,1,1,3,3,3-Hexafluoro-2-propanol-Hoja de seguridad de Santa Cruz Biotechnologies

- Halocarbon-Fluorochemicals-Hexafluoroisopropanol (HFIP) Arxivat 2012-01-07 a Wayback Machine. (anglès)

## Patents
- Radlick, Phillip C. «Methods of synthesizing hexafluoroisopropanol from impure mixtures and synthesis of a fluoromethyl ether therefrom». United States Patent 4,314,087, 02-02-1982. [Consulta: 18 octubre 2006].

- Cheminal, Bernard; H. Mathais and M. Thomarat. «Process for the synthesis of 2,2,2-trifluoroethanol and 1,1,1,3,3,3-hexafluoroisopropanol». United States Patent 4,647,706, 03-03-1987. [Consulta: 18 octubre 2006].